# Richard Schenkman
Pour les articles homonymes, voir Schenkman.
Richard Shenkman, né le 6 mars 1958 à New York, est un réalisateur, scénariste et acteur américain. Ses œuvres, peu importées en France, lui ont valu plusieurs récompenses. Son film The Man from Earth doit notamment son succès au téléchargement illégal, sa sortie n'ayant connu les salles de cinéma qu'aux États-Unis.
Il a souvent utilisé le pseudonyme de « George Axmith ».

## Filmographie en tant que réalisateur
- Playboy: Playmates in Paradise (1992)
- Angel 4: Undercover (1993)
- Playboy: International Playmates (1993)
- The Pompatus of Love (en) (1996)
- October 22 (en) (1998)
- Went to Coney Island on a Mission from God... Be Back by Five (en) (1998)
- A Diva's Christmas Carol (2000) (TV)
- Muckraker! (2006) (TV)
- The Man from Earth (2007)
- And Then Came Love (en) (2007)
- Abraham Lincoln, tueur de zombies (2012)
- Man from Earth : Holocene (2017)